# Rabo de toro
Il rabo de toro (lett. "coda di toro" in spagnolo) è un piatto spagnolo a base di coda di toro. Si tratta di uno stufato che si cucina in diverse zone dell'Andalusia, in particolare a Cordova.
La sua origine nella cucina spagnola è datata nel XVI secolo a Cordova, e all'inizio si preparava con la coda di un toro bravo dopo la corrida.